# Florian Munteanu
Florian Munteanu, även känd under ringnamnet Big Nasty, född 13 oktober 1990 i Würzburg i Tyskland, är en tysk-rumänsk skådespelare och boxare. Han är känd för att spela rollen som Viktor Drago i sportsdramafilmerna Creed II och Creed III, samt Razor Fist i superhjältefilmen Shang-Chi and the Legend of the Ten Rings. Han talar flytande rumänska, då båda hans föräldrar ursprungligen kommer från Rumänien.
Munteanu är uppvuxen i staden Bogen i Niederbayern. Han flyttade sedan i vuxen ålder ner till München för att läsa på Münchens universitet.

## Filmografi (i urval)

### Film
- 2018 – Creed II
- 2021 – Shang-Chi and the Legend of the Ten Rings
- 2022 – The Contractor
- 2023 – Creed III
- 2024 – Borderlands

### TV
- 2023 – Vikings: Valhalla (TV-serie)